# 絵ろうそく
絵ろうそく（えろうそく）は、福島県の会津地方、山形県の庄内地方、新潟県長岡市などで主に生産される漆の実から精製された蝋燭に絵付けを施した工芸品である。

## 会津絵ろうそく
室町時代中期の領主蘆名盛信が、漆樹の栽培を奨励し、漆の樹液から漆器、実からは蝋が作られるようになった。
『信長公記』によると、（1581年）に18代蘆名盛隆は織田信長に名馬3頭・蝋燭1000挺を献上し、信長は盛隆を三浦介に補任されるよう朝廷へ斡旋したことから贈答品として利用されていたうかがえる。
安土桃山時代に蒲生氏郷が豊臣秀吉の命を受けて会津の領主となると、
近江職人を呼び寄せて蝋燭が作られるようになり、花の絵が描かれるようになり工芸品会津絵ろうそくが誕生した。
江戸時代には将軍徳川綱吉が体が弱く、多くの難題を抱えていたことから、会津藩は「難を転じて福と成す」の意を込め、「南天と福寿草」を描いた会津絵ろうそくを送った。綱吉はその心遣いを喜び会津絵ろうそくは最高級品として、参勤交代の度に江戸に持参され、禁裏、公家への献上、大名への販売、仏事や婚礼などの冠婚葬祭用として使われた。
平成9年3月31日福島県伝統工芸品に指定。

## 花紋燭
享保年間に皆川重兵衛によって作られたとされている。庄内藩主が将軍に献上する際、途中で破損したろうそくを江戸の職人では修理できず、重兵衛が参じて完成させたところ、将軍徳川家斉は日本一と称した。献上品として声価を高め、全盛期には10数軒あったとされる。大正以降の大量生産で絵師が廃業し、現在、手描きで製造しているのは庄内に数軒のみ。

## 花ろうそく
新潟県で生産される花柄が特徴の絵ろうそく。冬になると雪で覆われて仏壇に飾る花を採れなかったことから和ろうそくに花の絵を描いたことが始まりといわれている。
新潟市の新潟手掛け和蝋燭は令和5年1月20日新潟県伝統工芸品に指定。